# Henri-Chapelle
Henri-Chapelle (nld. Hendrik-Kapelle, niem. Heinrichskapelle, wa. Hinri-Tchapele, lim. Kapäl) – dzielnica (section) gminy Welkenraedt w Belgii, w Regionie Walońskim, w prowincji Liège, w okręgu Verviers. 1 stycznia 2020 roku liczyła 2645 mieszkańców. Do 31 grudnia 1976 r. samodzielna gmina.

## Demografia
Liczba mieszkańców, stan na 1 stycznia:
| Rok                | 1930 | 1947 | 1961 | 2020 |
| ------------------ | ---- | ---- | ---- | ---- |
| Liczba mieszkańców | 1536 | 1549 | 1465 | 2645 |